# Luis Alfonso Páez
Luis Alfonso Páez Restrepo (Valledupar, 27 ottobre 1986) è un ex calciatore colombiano, di ruolo attaccante.

## Carriera

### Club
Ha giocato nella massima serie dei campionati colombiano, indiano, venezuelano e guatemalteco.

## Palmarès

### Club

#### Competizioni nazionali
- Campionato colombiano: 2

Atlético Junior: 2011-II
Atlético Nacional: 2014-I
- Súper Liga: 1

Santa Fe: 2015